# EB/Streymur
EB/Streymur je fotbalový klub z Faerských ostrovů, z města Streymnes. Založen byl roku 1993, a to sloučením dvou klubů: Eiðis Bóltfelag a Ítróttarfelagid Streymur. Dvakrát se stal mistrem Effodeildin (2008, 2012), čtyřikrát vyhrál fotbalový pohár Faerských ostrovů (2007, 2008, 2010, 2011).

## Kompletní výsledky v evropských pohárech
| Sezóna  | Soutěž | Kolo  |             | Soupeř          | Doma | Venku | Celkem |
| ------- | ------ | ----- | ----------- | --------------- | ---- | ----- | ------ |
| 2007–08 | UEFA   | 1.př. | Finsko      | MyPa            | 1–1  | 0–1   | 1–2    |
| 2008–09 | UEFA   | 1.př. | Anglie      | Manchester City | 0–2  | 0–2   | 0–4    |
| 2009–10 | LM     | 2.př. | Kypr        | APOEL FC        | 0–2  | 0–3   | 0–5    |
| 2010–11 | EL     | 1.př. | Švédsko     | Kalmar FF       | 0–3  | 0–1   | 0–4    |
| 2011–12 | EL     | 2.př. | Ázerbájdžán | FK Karabach     | 1–1  | 0–0   | 1–1    |
| 2013–14 | LM     | 2.př. | Gruzie      | Dinamo Tbilisi  | 1–3  | 1–6   | 2–9    |